# 島根県立出雲工業高等学校
島根県立出雲工業高等学校（しまねけんりつ いずもこうぎょうこうとうがっこう, Shimane Prefectural Izumo Technical High School）は、島根県出雲市塩冶（えんや）町に所在する公立の工業高等学校。略称は「出工」（いずこう）。

## 概要
歴史
1944年（昭和19年）に開校した「島根県立今市工業学校」を前身とする。数回の組織改編・改称を経て1962年（昭和37年）に現校名の「島根県立出雲工業高等学校」となった。2014年（平成26年）に創立70周年を迎える。
設置課程・学科
全日制課程 4学科
- 機械科
- 建築科
- 電気科
- 電子機械科

校訓
「誠実・進取・勤勉」
校章
「出雲」を表す雲の絵と、工業の「工」の文字を図案化したものを組み合わせ、その中央に「高」の文字を置いている。
校歌
作詞は山本龍一（当時の校長）、作曲は米山道雄による。歌詞は2番まであり、1番に校名の「工業」が登場する。
同窓会
「工雲会」（こううんかい）と称している。

## 沿革
工業学校時代
- 1944年（昭和19年）4月1日 - 教育ニ関スル戦時非常措置方策により、島根県立今市商業学校が「島根県立今市工業学校」に転換される。
  - 工業に関する機械科・建築科・航空機科の3学科を設置。
  - この時の入学生はすべて工業科1年生、商業学校1年修了者は工業学校2年生となり、商業学校2・3・4年修了者はそのまま商業学校の3・4・5年生となる。
  - 在校生が卒業するまで、当面の間商業学校は維持（併置の形をとる）。
- 1945年（昭和20年）
  - 3月
    - 修業年限短縮施行の前倒しにより、商業科4年生（1941年（昭和16年）入学生）・5年生（1940年（昭和15年）入学生）の合同卒業式を実施。
    - 決戦教育措置要綱[1] が閣議決定され、同年4月から翌年3月末まで授業が停止されることとなる。

  - 4月1日 - 授業を停止。学徒動員（勤労動員）は継続（1・2・3年工業科／4年商業科）。
  - 5月22日 - 戦時教育令が公布され、授業を無期限で停止することが法制化される。
  - 8月15日 - 終戦。
  - 9月 - 授業を再開。航空機科を廃止し、工業化学科を設置。
- 1946年（昭和21年）4月1日 - 修業年限が5年に戻る（1・2・3・4年工業科／5年商業科）。
- 1947年（昭和22年）
  - 3月31日 - 商業科5年生の卒業により、商業学校が廃止される。
  - 4月1日 - 学制改革（六・三制の実施、新制中学校の発足）
    - 工業学校の生徒募集を停止。
    - 新制中学校を併設し（名称:島根県立出雲工業学校併設中学校、以下・併設中学校）、工業学校の1・2年修了者を新制中学校2・3年生として収容。
    - 併設中学校は経過措置としてあくまで暫定的に設置されたため、在校生が2・3年生のみの中学校であった。
    - 工業学校3・4年修了者はそのまま工業学校に在籍し、4・5年生となる。

新制工業高等学校
- 1948年（昭和23年）4月1日 - 学制改革（六・三・三制の実施、新制高等学校の発足）
  - 工業学校が廃止され、新制高等学校「島根県立出雲商工高等学校」が発足。全日制の工業科と商業科を設置。
    - 工業学校卒業生（5年修了者）を新制高校3年生、工業学校4年修了者を新制高校2年、併設中学校卒業生（3年修了者）を新制高校1年生として収容。
    - 併設中学校は新制高校に継承され（名称:島根県立出雲商工高等学校併設中学校）、在校生が1946年（昭和21年）に入学した3年生のみとなる。
- 1949年（昭和24年）
  - 3月31日 - 併設中学校を廃止（修業年限の旧制5年から新制3年への移行が完了）。
  - 4月1日 - 高校三原則による島根県内公立高校の再編。
    - 島根県立出雲農業高等学校と統合され、「島根県立出雲産業高等学校 工業科」（商業・工業・農業の3学科を合わせ持つ総合高等学校）となる。
- 1951年（昭和26年）10月18日 - 校歌（現・出雲商業高校の校歌）を制定。
- 1953年（昭和28年）4月1日 - 農業科が島根県立出雲農林高等学校として分離・独立。
- 1962年（昭和37年）
  - 3月 - 野球部、第34回選抜高等学校野球大会（春のセンバツ甲子園大会）に初出場。
  - 4月1日 - 出雲産業高校より工業科が分離し「島根県立出雲工業高等学校」として独立。電気科を新設し、4学科体制となる。
    - 工業科1・2年修了者は産業高校在籍のまま2・3年生となる。また当面の間校舎は共用。
- 1963年（昭和38年）
  - 4月1日 - 出雲産業高校工業科の2年修了者が工業高校3年として転学。これにより出雲産業高校は島根県立出雲商業高等学校に改称。
  - この年 - 塩冶ヶ丘（現在地）に移転。
- 1969年（昭和44年）- プールが完成。
- 1971年（昭和46年）- 寄宿舎「青雲寮」を開設。
- 1975年（昭和50年）- テニスコートを整備。
- 1981年（昭和56年）- 特別教室棟を整備。
- 1984年（昭和59年）- 校訓を制定。
- 1989年（平成元年）4月1日 - 電子機械科を新設し、5学科体制となる。
- 1990年（平成2年）- 電子機械科実習棟が完成。
- 1994年（平成6年）-　記念館「工雲会館」が完成。
- 1996年（平成8年）4月1日 - 環境システム科を新設し、6学科体制となる。
- 1997年（平成9年）- 新実習棟（環境システム科・建築科）が完成。
- 2001年（平成13年）4月 - 工業化学科の生徒募集を停止。
- 2003年（平成15年）3月31日 - 工業化学科を廃止。これにより5学科体制となる。
- 2005年（平成17年）- 屋内運動場が完成。
- 2008年（平成20年）4月 - 環境システム科の生徒募集を停止。
- 2010年（平成22年）3月31日 - 環境システム科を廃止。これにより4学科体制となる。
- 2014年（平成26年）- 新校舎（管理特別棟・教室棟）が完成予定。
- 2015年（平成27年）- 新校舎（実習棟）が完成予定。

## 部活動
運動部
- 野球部
- 陸上競技部
- バスケットボール部
- バレーボール部
- 卓球部
- ソフトテニス部
- 柔道部
- 剣道部
- サッカー部
- 弓道部
- アーチェリー部
- 自転車競技部
- 水泳部
- 空手道部

文化部
- ものづくり研究部
- 吹奏楽部
- 美術部
- 写真部
- 放送部
- 新聞部

## 著名な出身者
- 岡元勇人 - サッカー選手（元FC東京）
- 江角浩司 - サッカー選手（元大宮アルディージャ）
- 永瀬忠志 - 冒険家